# مصطلح التاريخ
مصطلح التاريخ هو كتاب من تأليف المؤرخ أسد رستم، يعرض فيه رسالة واضحة في مصطلح التاريخ محاولاً تأسيس قواعد للتأريخ بوصفه علماً له شروطه ومؤهلاته التي يجب أن يحصل عليها كل من أراد العمل به؛ وهو يربط ذلك كله بعلم مصطلح الحديث، مستفيداً من قواعده ومناهجه ومطبقاً الكثير منها على رواية التاريخ. يتألف الكتاب من مقدمة واحدى عشر باباً يعرض فيها الطريقة التي يجب أن يمارس بها المؤرخ عمله.

## فصول الكتاب
- الباب الأول، التقميش وهو جمع الأصول والوثائق والآثار، وكل ما يتعلق بالمرحلة التاريخية التي يدون المؤرخ عنها.
- الباب الثاني، يعرض العلوم الموصلة التي يجب على المؤرخ الإلمام بها.
- الباب الثالث، نقد الأصول؛ لتميز حقيقها من زائفها.
- الباب الرابع، تنظيم العمل وترتيب الأصول حتى يسهل الوصول للمراجع.
- الباب الخامس، يعرض كيفية تفسير النص ظاهراً وباطناً.
- الباب السادس، العدالة والضبط، وهنا تناول الأخلاق التي يجب أن تتوفر بالمؤرخ بشكل عام.
- الباب السابع، تكلم عن إثبات الحقائق المفردة، أي: التي لم تروى إلا مرة واحدة وهل نقبلها أم نردها.ويستعين في ذلك بعلم الحديث وشروط قبول أحاديث الآحاد.
- الباب الثامن، الربط والتأليف، أي: الربط بين الحقائق المختلفة والتأليف بينهما سواءًبطريقة الترتيب الزمني القصصي أو حسب موضوعاتها.
- الباب التاسع، الاجتهاد، أي: ان يجتهد المؤرخ في تلافي ما قد يقع من فراغ بالمعلومات المؤرخة.
- الباب العاشر، التعليل والإيضاح، أي: بربط الأسباب بالمسببات كمحاولة الاستفادة من الأحداث الماضية في فهم الحاضر والعمل للمستقبل.
- الباب الحادي عشر، العرض (عرض المؤرخ حقائقه).

## النقد
خصص مارون عبود فصلاً لكتاب مصطلح التاريخ في كتابه "في المختبر"، الصادر سنة 1952، وفيه يقول:
| مصطلح التاريخ | لا يدعي رستم أنه مبدع هذا العلم كما رأيت، أما نحن فندعي أن هذا المؤرخ الكبير أبدع كل الإبداع بوصله حاضرنا بماضينا، فأرانا أن علماء الحديث نهجوا نهج برنهايم ومدرسته. نبش عن منتوجات تلك الأدمغة التي كان يحدوها الإيمان ويزجيها اليقين، مطابقًا بين العملين بما توج به كتابه النفيس: الحديث علم ودراية، والتاريخ علم ودراية. ففي كتاب رستم جدة وإبداع؛ جدة إذ وضع لنا أصول علم طريف، والإبداع في إحياء فن عرفه علماؤنا القدماء قبل علماء التاريخ المعاصرين. ناهيك بما في الكتاب من أمثلة محلية كثيرة جعلها الأستاذ الكبير كتمارين للمؤرخ المستجد. ولو كان رستم يؤثر الراحة على الإفادة والإتقان لاكتفى بترجمة الأمثلة التاريخية الواردة في الكتب التي يعلمها حتى حفظها كالماء الجاري. | مصطلح التاريخ |

## طبعات الكتاب
بالعربية
- صدرت الطبعة الأولى عن المطبعة الأمريكية في بيروت سنة 1939.[3]
- صدرت طبعة عن المطبعة العصرية في بيروت وصيدا في عام 1955م.[4] (مُتوفِّر في ويكي مصدر ) وطبعة لاحقة في عام 2002م عن دار النشر نفسها.[5]
- طبعته المكتبة البولسية ضمن مجموعة الأعمال الكاملة في عام 1984م، وشغل المجلد الأول فيها.[6]
- صدرت طبعة عن مركز تراث للدراسات في القاهرة في عام 2014.[7] وأعيد طبعه ثانيةً سنة 2021.[8]
- صدرت طبعة له عن دار القلم في بيروت سنة 2020.[9]
- أصدرت مؤسسة هنداوي نسخة رقمية حرة من الكتاب في عام 2020.[10]
- صدرت طبعة له عن دار ورد الأردنية في عمَّان سنة 2022.[11]

بالفارسية
- تُرجمت هيئة البحث وتأليف الكتب الجامعية في العلوم الإنسانية [الفارسية] (سمت) الكتاب إلى الفارسية ونشرته سنة 2013، وأعيد طبعه ثلاث مرات، وكانت طبعته الرابعة سنة 2019.[12]